# Женская сборная КНДР по футболу
Женская сборная КНДР по футболу (кор. 조선민주주의인민공화국 여자 축구 국가대표팀) — женская национальная команда по футболу, представляющая Корейскую Народно-Демократическую Республику на международной арене. Управляющим органом выступает Ассоциация футбола КНДР. Трёхкратный чемпион Азии: 2001, 2003 и 2008 годов. Трёхкратный победитель футбольного турнира в рамках Азиатских игр: 2002, 2006 и 2014 годов.

## История

### 1980-е годы
Согласно данным центрального телеграфного агентства Кореи женский футбол в стране зародился в 1985 году. Первая футбольная команда была сформирована в Обществе провинциального спорта провинции Пхёнан-Намдо (кор. 평안남도체육선수단), вслед за ней стали появляться и другие женские футбольные команды. 19 мая 1986 года на стадионе имени Ким Ир Сена в Пхеньяне был сыгран первый показательный матч женских команд по футболу.
Первый международный матч национальная сборная КНДР провела 21 декабря 1989 года против сборной Китая в рамках VII Кубка Азии по футболу, матч состоявшейся в Гонконге завершился поражением кореянок со счетом 1:4. Позже, в рамках этого же турнира сборная провела еще два поединка, проиграв 1:3 команде Тайваня и одержав победу со счетом 4:0 над сборной Таиланда, таким образом заняв третьем место в группе, завершила участие в турнире. Уже в следующем 1990 году сборная КНДР завоевала первую международную награду, выиграв бронзовые медали женского футбольного турнира Азиатских игр в Пекине, уступив по ходу турнира лишь один раз команде Китая, параллельно одержав победу над сборной Южной Кореи со счетом 7:0.
Кубок Азии 1991 года в Китае, помимо основной составляющей являлся так же отборочным этапом к I чемпионату мира по футболу среди женщин, место на чемпионате гарантировали себе три первые сборные Азии. Сборная КНДР довольно успешна начала турнир, заняв в своей подгруппе второе место, выводившее её в 1/2 финала турнира. В полуфинальном поединке кореянки уступили сборной Китая со счетом 0:1. И в матче за третье место встретились со сборной Тайваня, основное и дополнительное время матча завершилось нулевой ничьей, победитель был определен в серии после матчевых пенальти, в которой сборная КНДР уступила со счетом 4:5, заняв на турнире четвертое место и не попав на Чемпионат мира. Кубок Азии 1993 года принес сборной Кореи серебряные награды, сборная проиграла финальный поединок китаянкам со счётом 3:0. На Азиатские игры 1994 года проходившие в Хиросиме, являвшиеся параллельно отбором на чемпионат мира 1995 года сборная не поехала, пропустив таким образом II чемпионату мира по футболу. На Кубке Азии 1995 года сборной КНДР так же не было.
Впервые путевку на чемпионат мира, кореянки завоевали на Кубке Азии 1997 года. Заняв в подгруппе второе место, снова уступив китаянкам. В 1/2 финала со счетом 1:0 ими была переиграна сборная Японии. В финальном поединке им вновь противостояла сборная Китая, которой они вновь уступили со счетом 0:2. На Азиатских играх 1998 года, сборная КНДР дойдя до финала в очередной раз проиграла Китаю со счетом 0:1. На чемпионате мира 1999 года, кореянки попали в одну группу со сборными Нигерии, Дании и хозяйками турнира — США. Проиграв первый матч Нигерии со счетом 1:2, во втором поединке они переиграли датчанок со счетом 3:0, и имели хороший шанс на выход из группы, однако поражение в последнем матче группового этапа со сборной США — 0:3, оставило сборную КНДР на третьем месте в группе, не позволив выйти в стадию плей-офф турнира.

### 2000-е годы
Первый титул к Сборной Северной Кореи пришел в 2001 году на Кубке Азии, начав турнир с самой крупной победы в истории международных матчей в женском футболе, над сборной Сингапура со счетом 24:0, сборная благополучно вышла из группы. И впервые за 12 лет в полуфинальном поединке добилась победы над сборной Китая со счетом 3:1. В финальном поединке кореянки переиграли сборную Японии со счетом 2:0, забив голы на 68 и 75-й минутах матчах. В 2002 году сборная выиграла Азиатские игры, вновь победив в финале футболисток Китая со счетом 2:1.
Чемпионат мира 2003 года кореянки начали удачно, одержав победу в первом матче группового этапа с командой Нигерии со счетом 3:0, во втором матче со сборной Швеции команда проиграл — 0:1. Как и на прошлом чемпионате мира все решалось в третье игре со сборной США. Матч завершился со счетом 0:3 в пользу американок, сумевших распечатать ворота сборной КНДР лишь во втором тайме. Результатом выступления сборной стало третье место в группе и не попадание в раунд плей-офф. В 2004 году сборная КНДР не смогла отобраться на Олимпийские игр, проиграв в полуфинальном поединке отборочного турнира сборной Японии со счетом 0:3.
Кубок Азии 2006 года, завершился для кореянок неудачно. В полуфинальном поединке сборная уступила футболисткам Китая со счетом 0:1, матч был омрачен атакой нескольких корейских футболисток на рефери матча итальянку Анну де Тонни, повлекшую дисквалификацию ряда игроков сборной КНДР на 4 месяца и наложении штрафа в 3000 долларов на каждого провинившегося игрока. В матче за третье место кореянки в упорном поединке переиграли сборную Японии и гарантировали себе место на следующем чемпионате мира. На Азиатских играх 2006 года кореянки второй раз подряд выиграли золотые награды переиграв в финале Японок в серии после матчевых пенальти.
На чемпионате мира 2007 года проходившем в Китае, сборная КНДР, как и на прошлом турнире попала в группу со сборными Нигерии, Швеции и США. Стартовый матч с американками завершился с ничейным счетом 2:2, во втором поединке кореянки взяли верх над сборной Нигерии — 2:1, третью игру команде Швеции корейские футболистки проиграли со счетом 1:2, однако набранных очков хватило сборной для того что бы занять второе место в группе и впервые в своей истории выйти в 1/4 финала чемпионата мира. В четвертьфинальном поединке против будущих чемпионок мира — сборной Германии сборная КНДР проиграла, матч завершился со счетом 0:3. Отборочный турнир к Олимпийским играм 2008 года, сборная КНДР завершила на первом месте в группе добившись побед во всех шести матчах, с итоговой разницей голов 51:0. На первых для себя Олимпийских играх, сборная из группы не вышла, завершив матчи со сборной Германии (0:1), Бразилии (1:2) и Нигерии (1:0). Третий титул чемпионов Азии, сборная КНДР оформила в 2008 году во Вьетнаме, одержав победы во всех пяти поединках, переиграв в финале соперниц из Китая со счетом 2:1.

### 2010-е годы
На следующем кубке Азии 2010 года, сборная дошла до финала, который проиграла футболисткам из Австралии в серии после матчевых пенальти, однако этого было достаточна для прохождения квалификации на чемпионат мира 2011 года. Во время проведения Чемпионата мира 2011 года в Германии, 7 июня, ФИФА выступила с заявлением об обнаружении следов допинга (запрещенного анаболического стероида) у двух футболисток корейской сборной (Чен Сун Сон и Пок Сим Чен), они были отстранены от участия в турнире уже после матча со сборной Колумбии на групповом этапе. 16 июня ФИФА заявило об обнаружении применения запрещенных препаратов еще у трех футболисток, результаты были получены по итогам взятия анализов у всех игроков сборной. 25 августа ФИФА приняло решение об отстранении сборной от участия в отборочном цикле к следующему чемпионату мира, и наложении штрафа в 400 000 долларов, сумма равна сумме призовых заработанной сборной КНДР за 13 место занятое ими по итогам чемпионата, помимо этого футболистки Пок Сим Чен, Мён Хой Хон, Ун Бёл Хо и Ун Хян Ри дисквалифицированы на все соревнования под эгидой ФИФА на 1,5 года, Чен Сун Сон — на 1,2 года, доктор команды отстранен от любой деятельности связанной с футболом на 6 лет., Вместе с тем сборная так же была отстранена и от участия в кубке Азии 2014 года.
Несмотря на отстранение от чемпионата мира 2015 года, сборная благополучно отобралась на Олимпийские игры 2012 года. На Олимпиаде соперниками КНДР на групповом этапе стали сборные Колумбии, Франции и США. Первая игра сборной сыгранная 25 июля, обернулась скандалом, по причине ошибки организаторов игр, которые перед началом матча на табло стадиона «Хэмпден Парк» рядом с именами футболисток КНДР разместили флаг Южной Кореи, игроки сборной отказались начинать матч, на урегулирование вопроса и уговоры футболисток сборной КНДР потребовался 1 час и 05 минут, после игра стартовала. Матч закончился победой кореянок со счетом 2:0. Следующий матч сборная КНДР проиграла француженкам со счетом 0:5, это поражение стало самым крупным за всю историю сборной. Завершающий матч на групповом этапе кореянки проиграли сборной США — 0:1. Заняв в итоге третье место в группе, сборная не попала в раунд плей-офф, расположившись на 9-м месте по итогам игр.
В 2014 году кореянки третий раз в своей истории выиграли золотые медали на футбольном турнире в рамках летних Азиатских игр. Уверено заняв первое место в отборочной группе после побед над сборными Вьетнама и Гонконга, с одинаковым счетом 5:0. В четвертьфинале переиграв китаянок, а в полуфинале футболисток из Южной Кореи, в финальном поединке со счетом 3:1 ими была повержена сборная Японии.
На Олимпийские игры 2016 года (заняла 5-е место из 6-ти на отборочном предолимпийском турнире в Японии в финальном раунде, на Олимпиаду отбирались две первые сборные), как и на Чемпионат мира 2019 года сборная КНДР не квалифицировалась (при равенстве очков со сборной Южной Кореи, заняла второе место в группе из-за худшей разнице мячей, и не вышла в раунд плей-офф).

## Статистика выступлений на международных турнирах

### Чемпионат мира
| 1991  | Не квалифицировалась | -  | - | - | - | -  | -  |    |
| 1995  | Не квалифицировалась | -  | - | - | - | -  | -  |    |
| 1999  | Групповой этап       | 3  | 1 | 0 | 2 | 4  | 6  | -2 |
| 2003  | Групповой этап       | 3  | 0 | 2 | 3 | 4  | -1 |    |
| 2007  | 1/4 финала           | 4  | 1 | 1 | 2 | 5  | 7  | -2 |
| 2011  | Групповой этап       | 3  | 0 | 1 | 2 | 0  | 3  | -3 |
| 2015  | Дисквалифицирована   | -  | - | - | - | -  | -  | -  |
| 2019  | Не квалифицировалась | -  | - | - | - | -  | -  |    |
| Всего | 4/7                  | 13 | 3 | 2 | 8 | 12 | 20 | -8 |

### Кубок Азии
- 1975 — Не принимала участия
- 1977 — Не принимала участия
- 1979 — Не принимала участия
- 1981 — Не принимала участия
- 1983 — Не принимала участия
- 1986 — Не принимала участия
- 1989 — Групповой этап
- 1991 — 4-е место
- 1993 — 2-е место
- 1995 — Не принимала участия
- 1997 — 2-е место
- 1999 — 2-е место
- 2001 — Победитель
- 2003 — Победитель
- 2006 — 3-е место
- 2008 — Победитель
- 2010 — 2-е место
- 2014 — Дисквалифицирована (см. выше)
- 2018 — Не квалифицировалась

### Олимпийские игры
- 1996 — Не квалифицировалась
- 2000 — Не квалифицировалась
- 2004 — Не квалифицировалась
- 2008 — Групповой этап (3 место в группе) — итоговое 9-е место.
- 2012 — Групповой этап (3 место в группе) — итоговое 9-е место.
- 2016 — Не квалифицировалась

### Азиатские игры
- 1990 — 3-е место
- 1994 — Не принимали участия
- 1998 — 2-е место
- 2002 — Победитель
- 2006 — Победитель
- 2010 — 2-е место
- 2014 — Победитель
- 2018 — 6-е место

### Чемпионат Восточной Азии по футболу
- 2005 : 2-е место
- 2008 : 2-е место
- 2010 : Не принимали участия
- 2013 : Победитель
- 2017 : Победитель
- 2019 : Не принимали участия